# 우카지 타카시

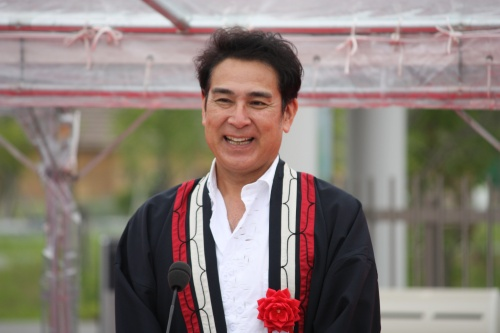

우카지 타카시(Takashi Ukaji, 1962년 8월 15일 ~ )는 일본의 배우이다.
가부키초에서 태어났다.

## 방송
- 절약 록 조금 특별편
- 태양은 움직이지 않는다 -더 이클립스-
- 사일런트 보이스 행동 심리 수사관 다테오카 에마 시즌2
- 절약 록
- 아이즈

## 영화
- 톤비 - 비토 사장 역